# جاده ۳۶ (ایران)
جاده ۳۶ جاده‌ای در شرق ایران (شمال شرق) است که بردسکن را از تربت حیدریه به تایباد و افغانستان می‌رساند. این جاده در ادامه از بردسکن به بیارجمند در استان سمنان متصل شده و از آنجا از راه چاه جام به سمنان می رسد در ادامه از سمنان به جاده فیروزکوه-قائمشهر می‌رسد، در حقیقت این جاده تند ترین راه دسترسی مرزهای شرقی و کشور افغانستان را به دریای مازندران فراهم می‌کند.